# مالبورو
مالبورو (به انگلیسی: Malborough) یک روستا و محله مدنی در بریتانیا است که در South Hams واقع شده‌است. مالبورو ۹۷۱ نفر جمعیت دارد.